# Пер Даніель Аттербум
Пер Даніель Аттербум (швед. Per Daniel Amadeus Atterbom) (*1790–1855) — шведський письменник; романтик, лідер фосфористів.

## З біографії
Пер Даніель Амадей Аттербум народився 19 січня 1790 року в приході Есбо в Ост-Готланд в родині сільського священика.
Відвідував гімназію в Лінчепінгу і 1805 року вступив до Упсальського університету. Він рано познайомився з німецькою літературою, що мала великий вплив на його літературну діяльність.
1807 року Аттербом разом з кількома друзями заснував товариство поезії та критики «Musis Amici», яке 1808 року перезвали на «Aurora-Förbundet» (Спілка Аврори). Спілка Аврори прагнула звільнити шведську літературу від надмірної академічної та французького впливу. Це товариство з 1810 по 1813 рік видавало в місті Уппсала періодичне видання «Phosphoros», назва якого перейшла на представників цього напрямку (фосфорити).
У 1812–1822 роки Пер Даніель Амадей Аттербом видавав «Poetisk kalender». У 1817–1819 роки здійснив подорож через Німеччину в Італію та після повернення поступив на службу до кронпринца Оскара як вчитель німецької мови та літературі. 1809 року з Упсали він супроводжував останнього в Стокгольм, 1821 року був доцентом історії, а 1824 року ад'юнктом філософії в Уппсалі. 1828 року обійняв посаду професора логіки та метафізики, але 1835 року перейшов на кафедру естетики.
1839 року Пер Даніель Амадей Аттербом був обраний членом Шведської академії.
Помер 21 липня 1855 року в Уппсалі.

## Видання творів
- Samlade dikter. Örebro: Lindh. 1854–1863. Libris 79228 — 6 volymer.
- Samlade skrifter i obunden stil. Örebro. 1859–1870. Libris 38369 — 7 delar i 19 volymer.
- Valda skrifter. Stockholm: Bonnier. 1927–1929. Libris 574612 — Utgivna av Fredrik Böök i 6 volymer.